# Leonardo (Tortugas ninja)
Leonardo o Leo es un personaje ficticio y uno de los cuatro personajes principales en los cómics Tortugas Ninja y medios relacionados.
Él es a menudo representado con una máscara de ojo azul. Sus armas distintivas son dos Ninjatos, que los fanáticos o los escritores suelen confundir con Katanas. Leonardo es el hermano mayor y el líder del grupo. Es el más hábil, el más serio, el más espiritual, el más disciplinado y el más en línea con las enseñanzas y pensamientos de Splinter. En algunas versiones, él tiene un sentimiento más que amistoso hacia Karai, la hija adoptada de Shredder, el archienemigo de las Tortugas. Como todos los hermanos, lleva el nombre de un artista del Renacimiento, en este caso Leonardo da Vinci.

## Historia
Leonardo y sus hermanos nacieron como tortugas comunes y corrientes en una tienda de mascotas, se cree que al mismo día de haber nacido fue comprado junto con sus hermanos por un niño que andaba por la tienda. El niño llevaba una pecera con sus mascotas recién compradas pero otro niño lo empuja por accidente para salvar a un invidente de ser arrollado por un camión que a la vez deja caer al alcantarillado un frasco con un líquido radioactivo desarrollado en secreto por la raza alienígena Ultrom, la pecera se rompe y las cuatro tortugas caen a la alcantarilla junto con el líquido que los cubre por completo; en ese instante una pequeña rata de nombre Splinter las encuentra y las recoge en una lata de café la cual coloca aun lado de su madriguera.
El líquido Ultrom poseía capacidades mutagénicas por lo que al exponerse al mutágeno, Leo y todos los que tuvieron contacto con el líquido empezaron a sufrir una aceleración evolutiva. Splinter encuentra a las tortugas y ve que el líquido los hizo crecer el doble de su tamaño original (Splinter también mutó, él es el maestro Hamato Yoshi quien se convirtió en una rata porque fue el último animal con el que tuvo contacto directo antes de ser tocado por el líquido radioactivo) y con el tiempo desarrollaban su inteligencia por lo que Splinter decide entrenarlas como ninjas.

## Personalidad
Leonardo es al igual que Splinter, muy serio en sus responsabilidades. Es algo arrogante y perfeccionista, sin embargo se preocupa mucho de cuidar de sus hermanos. Gasta su tiempo libre, principalmente, en entrenar y meditar; posee un fuerte sentido del honor.
Actúa como portavoz del grupo y está muy unido a sus hermanos, con excepción de Raphael con quien lleva una rivalidad (debido, en parte, al fuerte temperamento de este y a que no siempre están de acuerdo en la forma en la que los lidera). Leonardo es uno de los más sobresalientes del equipo, seguido de Raphael por su fuerza en las batallas y por Donatello por su gran inteligencia.

## En otros medios

### Televisión
- Su primera aparición en televisión fue en la serie de animación Tortugas Ninja (1987) como uno de los protagonistas. Mantenía la predisposición y el liderazgo natos del personaje pero, al igual que sus hermanos, cambia su personalidad a una menos seria y más cómica. A partir de 1990 la serie comenzó a adoptar un tono más oscuro, por lo que Leonardo recuperó un poco de la personalidad original de los cómics.

- Regresa en una serie en vivo Las Tortugas Ninja: Next Mutation (1997), así como un episodio cruzado con Power Rangers en el espacio.gokui pierdeTexto en cursiva

- Volvió a aparecer en la serie de animación Las tortugas ninja del año 2003, esta vez con la personalidad original de los cómics.

- Leo aparece nuevamente en la serie animada por computadora 3D de Nickelodeon del 2012. Luego en la quinta temporada, después de la muerte de Splinter, toma el liderazgo como el nuevo sensei.

- Leo aparece en la nueva serie de Rise of the Teenage Mutant Ninja Turtles (2018). En esta nueva versión, a diferencia de las versiones anteriores, él no es el líder de las tortugas, y tiene una personalidad menos seria, más relajada, encantadora y bromista. Esta encarnación de Leo (y Donnie) tiene 14 años. A pesar de que no es un líder, todavía muestra su ingenio y sus planes estratégicos para hacer que los malos (Leo planea encontrar a los ladrones de papel, también conocido como el Clan del pie y engañar al Minotauro para que le dé a las Tortugas la mejor pizza). La actitud rebelde de Leo demostró que Leo tiene arrogancia acerca de estar en lo cierto en episodios tales como caparazones en la celda, el Gumbus y los cazadores de insectos. En Minotaur Maze, Leo tiene inseguridad y duda sobre el uso de sus poderes de portal, mientras que Mikey y Ralph están siendo buenos con sus propios poderes, pero al final Leo demostró ser un campeón en el Minotaur Maze.

### Cine
- Hizo su aparición en la primera película de imagen real, estrenada en 1990, como uno de los protagonistas. Su personalidad en esta película no está muy desarrollada, ya que posee varios aspectos de la personalidad de la serie de TV, y rara vez se da a entender que es líder. Pese a no tener mucho peso argumental, es la única tortuga que logra herir a Shredder en combate (concretamente, en su brazo derecho).

- Vuelve a aparecer en la segunda y tercera película, en los años 1991 y 1993 respectivamente. Su personalidad se va profundizando más (aunque no demasiado), y se le ve más reflexivo y estratégico como en los cómics.

- En 2007, apareció en la película de animación digital TMNT. Es el primero de los cuatro en aparecer y ya muestra la personalidad propia de los cómics.

- Leo aparece en la película Teenage Mutant Ninja Turtles (2014). En esta película, se dedica a perfeccionar sus habilidades de ninjutsu y no se detendrá ante nada para defender a sus hermanos y a toda la ciudad. Hay momentos en que su naturaleza cautelosa lo hace enfrentarse con sus hermanos. Leonardo cree firmemente que es su deber ninja proteger a todas las personas. Tiende a tener una personalidad similar a su contraparte del '87, donde está decidido a ayudar a las personas y mantener a sus hermanos en línea. Él y Raphael, a diferencia de sus otras adaptaciones, no pelean por el liderazgo a pesar de que tienen una breve discusión sobre Hamatshi y Raphael que hablan de abandonar, lo que Leo desacredita la afirmación de Raph. En la película, él, como Donnie y Raph, no busca la atención de April, a diferencia de Mikey, que sí.

- Leo vuelve aparece en la secuela, Teenage Mutant Ninja Turtles: Out of the Shadows (2016).

- Aparece en la película animada de Batman vs. Tortugas Ninjas Mutantes Adolescentes (2019).

- Leonardo aparece en Teenage Mutant Ninja Turtles: Mutant Mayhem (2023), la segunda película animada por computadora de Teenage Mutant Ninja Turtles desde TMNT (2007), con la voz del adolescente real Nicolas Cantu.[3] Se caracteriza por esforzarse por parecer serio, solo para que los demás se burlen de él, haciéndolo sentir un poco inseguro de sí mismo. A lo largo de la película, eventualmente se vuelve independiente y comienza a actuar más como un líder. También se le representa enamorado de April O'Neil y es el primero en sugerir ayudarla, al verla por primera vez.

### Videojuegos
En los videojuegos, Leonardo se presenta bien equilibrado, con habilidades fuertes pero no extremas en todas las áreas y sin debilidades evidentes. Su rango es bastante largo, pero no tan largo como el de Donatello; Sin embargo, Leonardo generalmente puede infligir más daño. En los juegos de Tournament Fighters, sus movimientos son los más cercanos a un arquetipo de Ryu / Ken de la franquicia de Street Fighter. Aparece en Teenage Mutant Ninja Turtles: Smash-Up como un personaje jugable, con Michael Sinterniklaas retomando el papel.
Leonardo es uno de los principales personajes jugables en el videojuego Teenage Mutant Ninja Turtles: Out of the Shadows, donde es interpretado por Scott Whyte. Leonardo también aparece en el juego basado en una película de 2014, con la voz de Cam Clarke.
Leonardo aparece como uno de los personajes jugables de Teenage Mutant Ninja Turtles como DLC en Injustice 2, con la voz de Corey Krueger. Él es la tortuga por defecto fuera del equipo, mientras que el resto de sus hermanos, Michelangelo, Raphael y Donatello solo pueden ser seleccionados a través de dicha selección, similar a los principales personajes de piel. En su final de jugador único, Krang los había enviado al mundo donde se desarrollaba la guerra entre la Insurgencia y el Régimen. Después de la victoria sobre Brainiac, Harley Quinn sirve algo de pizza con 5-U-93-R. Con esto, se volvieron lo suficientemente poderosos como para regresar a casa y derrotar a Krang y Shredder.

## Curiosidades
- Leonardo saca su nombre del célebre pintor renacentista Leonardo da Vinci.
- El color de la bandana de las 4 Tortugas originalmente es el rojo.
- Al parecer en la serie de las tortugas ninja de Nickelodeon, está enamorado de Karai, la hija adoptiva de Destructor que en realidad era hija de su padre Splinter.
- Su serie favorita es "Héroes Espaciales" aunque también ve junto a sus hermanos las series llamadas "La fuerza super robo-mecha", "Chris Bradford y su banda de rudos", "Krognard el bárbaro" y posteriormente "Heroes Espaciales-la siguiente generación"